# Progressione del record mondiale della marcia 50 km femminile

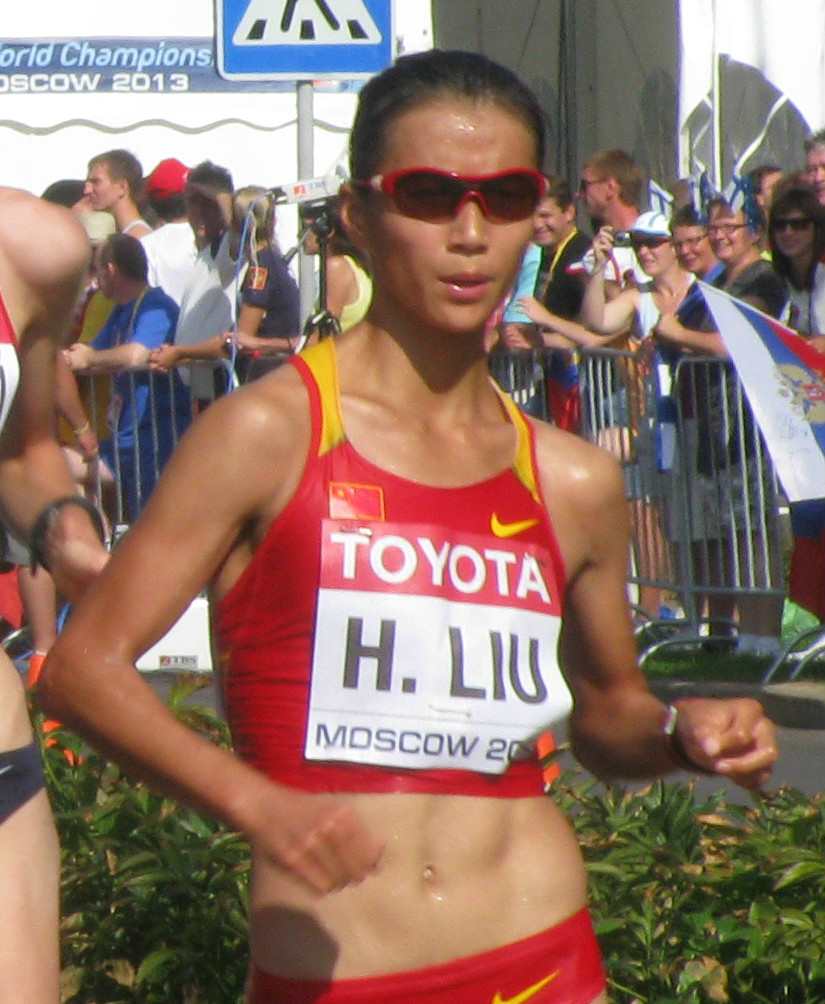
Liu Hong, detentrice del record mondiale della specialità

La voce seguente illustra la progressione del record mondiale della marcia 50 km femminile di atletica leggera.
La federazione internazionale di atletica leggera, durante il Council Meeting del dicembre 2016, ha stabilito che a partire dal 1º gennaio 2017 qualsiasi prestazione sui 50 km di marcia più veloce di 4h30'00" sarebbe stata ratificata ufficialmente come record mondiale, rendendo così la marcia su tale distanza ufficialmente riconosciuta anche per le donne.
La prima donna ad aver marciato sotto le 4h30'00" nel 2017 è stata la portoghese Inês Henriques, che di conseguenza è diventata la prima detentrice del record mondiale della specialità. Prima del 2017, la migliore prestazione femminile in questa disciplina era stata ottenuta dalla svedese Monica Svensson con il tempo di 4h10'59". Ad oggi, la World Athletics ha ratificato ufficialmente 4 record mondiali di specialità.

## Progressione
| Tempo    | Atleta         | Nazione    | Luogo                    | Data            | Note |
| -------- | -------------- | ---------- | ------------------------ | --------------- | ---- |
| 4h08'26" | Inês Henriques | Portogallo | Porto de Mós, Portogallo | 15 gennaio 2017 |      |
| 4h05'56" | Inês Henriques | Portogallo | Londra, Regno Unito      | 13 agosto 2017  |      |
| 4h04'36" | Liang Rui      | Cina       | Taicang, Cina            | 5 maggio 2018   |      |
| 3h59'15" | Liu Hong       | Cina       | Huangshan, Cina          | 9 marzo 2019    |      |